# Иванка Дерменджийска-Горинова
Иванка Дерменджийска-Горинова е най-дългата от романтичните връзки на Димчо Дебелянов.
Дебелянов я нарича „момичето с гълъбовите очи и със светещата душа от Ихтиман“. Любовта им продължава тринадесет години, през които те са имали срещи горе-долу толкова пъти. Двамата непрекъснато водят кореспонденция с писма, разменят си книги, които са им харесали или им направили впечатление, без да пропуснат да споделят чувствата и мечтите си.
Иванка Дерменджийска е родена в град Ихтиман на 16 май 1890 година. Завършила е прогимназиалното си образование в родния си град, а гимназиалното – в София като възпитаничка на пансиона за ученички от провинцията на Добрева. Има страст към музиката и литературата. Понякога прави опити да пише стихове. С Димчо се запознава като ученичка през 1903 г. Иванка е на 13 години, а Димчо – на 16. Завършила гимназия в София, тя е съученичка и приятелка на прочутата по това време оперна певица Христина Морфова. Любовта им започва през 1908 г., когато Иванка вече е учителка в родния си град. През 1912 г., за да я отдалечат от любовта ѝ с Димчо, близките ѝ я изпращат да се дообразова в Швейцария, където живее една година. След завръщането си продължава да учителства в Ихтиман.
Димчо има много приятели в Ихтиман, когато посещава неколкократно града. Това са Гьончо Белев, Георги Герински, Стоян Д. Стоянов, Панайот Цинцарски и станалия известен като Николай Лилиев писател. Повод за тези посещения е едно гостуване при неговият брат в Долна баня. Там се запознава с Лилиев, счетоводителя във фабрика „Ибър“, който по-късно се мести в Ихтиман. В този град открива Иванка и взаимните чувства, възникнали по между им, продължили почти до неговата смърт на фронта на Първата световна война.
Преживяла тежко трагичната гибел на поета, Иванка Дерменджийска се омъжва едва след 1920 г. за учителя по литература Недьо Горинов (1882 – 1964) от град Панагюрище. На 14 февруари 1968 година тя умира. Погребана е в град София.
А ето какъв спомен на Александър Божинов предават уредниците на Къща музей „Димчо Дебелянов“ в Копривщица Славимир Генчев и Дойчо Иванов от деня на откриването му:
| „ | След свършването на официалното тържество народът се разотиде, а големците с директора отидоха да се черпят в неговия кабинет. Е, и за нас се бяха погрижили: с Гошо Белстойнев и колегите си имахме дамаджана вино (това ни стигаше), а и добро мезе. Наляхме чашите, чукнахме се за Димчо, после за нас си и т.н., а по едно време гледаме, че в къщата още се разхожда една жена. Направила ми бе впечатление още на откриването, сред множеството – висока, стройна и с благородна осанка, макар и вече на години – с трайни и впечатляващи следи от някогашна голяма хубост. Тя излезе на двора, а аз като по-млад отидох да нагледам музея преди да затворим. Като минавах покрай първата книга за впечатления от музея, като че нещо ме жегна да погледна, и прочетох последните редове, изписани с красив, бисерен почирк: „След сетнята среща аз жадно те търсих… На истинския човек и поет Димчо Дебелянов!“ – Иванка Дерменджийска-Горинова. Изтръпнах от вълнение – та това бе легендарната любов на Димчо, за която толкова бях чел!… Изтичах на двора и целунах ръката ѝ: „Моите почитания госпожо!!! Но вие трябва да бъдете сред най-първите гости!“ И въпреки съпротивата ѝ я заведох в кабинета на директора. Петко Теофилов се зачуди като ме видя, но като му казах кого водя, и той светна целия. Оставих гостенката при него, а аз се върнах да си допием винцето с Гошо Белстойнев. | “ |

В Къща музей „Димчо Дебелянов“ има портрет на Иванка Дерменджийска, млада, красива жена от началото на XX век, а също така и над петдесет съхранени писма от кореспонденцията между двамата от продължилата тринадесет години любов, почти до смъртта на Димчо.